# Mark Napier (hockeista su ghiaccio)
Mark Robert Napier (Toronto, 28 gennaio 1957) è un allenatore di hockey su ghiaccio ed ex hockeista su ghiaccio canadese.

## Carriera

### Club
Napier fu un'ala destra molto veloce e con grandi capacità realizzative. Dopo la trafila delle giovanili (Wexford Raiders in Ontario Junior Hockey League, poi nei Toronto Marlboros) passò all'hockey professionistico nella stagione 1975-1976, quando vestì la maglia dei Toronto Toros in World Hockey Association. A partire dalla stagione successiva la franchigia fu spostata a Birmingham, Alabama divenendo Birmingham Bulls, e Napier vi giocò fino al 1978.
Nel frattempo era stato scelto dai Montreal Canadiens al draft 1977. Dal 1978 passò quindi in NHL, dove giocherà per cinque stagioni e per le prime partite della sesta: fu venduto ai Minnesota North Stars il 23 ottobre 1983.
A metà della successiva stagione, il 17 gennaio 1985, passò dai North Stars agli Edmonton Oilers, con cui giocò fino quasi al termine della stagione 1986-1987, quando passò ai Buffalo Sabres, con cui giocherà fino al 1989, e che resteranno la sua ultima squadra in NHL.
Complessivamente in NHL ha disputato 849 incontri, con 253 reti e 330 assist.
Si è trasferito poi in Europa, ed in particolare in Italia, dove ha vestito le maglie di HC Bolzano (1989-1990), AS Mastini Varese (1990-1991) e HC Devils Milano (1991-1992 e 1992-1993). Nella Lega Nazionale A svizzera ha disputato alcuni incontri nei play-off del
1990-1991 con la maglia dell'HC Lugano.

### Nazionale
Con la maglia del Canada ha disputato il mondiali del 1983, chiusi al terzo posto, e due incontri nella stagione 1991-1992.

### Allenatore
Ha anche una breve esperienza come allenatore dei Toronto St. Michael's Majors nella lega giovanile Ontario Hockey League, nella stagione 1997-1998 e per la prima parte della stagione successiva, prima di essere esonerato e sostituito da Michael Futa.

## Palmarès

### Club
- Stanley Cup: 2:

Montreal: 1978-1979
Edmonton: 1984-1985
- Campionato italiano: 3:

Bolzano: 1989-1990
Devils Milano: 1991-1992, 1992-1993
- Alpenliga: 1:

Devils Milano: 1991-1992
- Memorial Cup: 1:

Toronto Marlboros: 1975

### Individuale
- Lou Kaplan Trophy: 1

1975-1976